# Як довго я на тебе чекала
Як довго я тебе чекала — український російськомовний телесеріал 2019 року виробництва СТБ. Режисер — Валерій Ібрагімов.

## Сюжет
Історія кохання, яка тривала протягом усього життя та проходила через безліч випробувань. Жанна та Роман мали намір одружитися та щиро кохали один одного, але Романа підставили, і йому загрожує термін. Так вирішив батько Жанни, який працює в поліції та чинить опір шлюбу закоханих. Жанна, щоб врятувати коханого, згодилася вийти заміж за кримінального авторитету Славу. Роман сприйняв це як зраду та згаряча одружився з іншою.

## Актори
- Олександр Мохов[3][1]
- Євгенія Нохріна[4]
- Дмитро Блажко[5]
- Олеся Жураківська
- Олексій Зубков[6]
- Світлана Зельбет
- Сергій Векслер
- Ірина Мохова
- Людмила Нільська
- Ганна Бачалова